# Dzsesszgitár
A féltömör testű elektromos gitárokat nevezzük közkeletű néven dzsesszgitároknak.

## Története
A gitárfajta egyik megteremtője Les Paul dzsesszgitáros volt, aki „Fatuskó” (The Log) néven ismert prototípusával valószínűleg az első ilyen hangszert alkotta meg az 1940-es évek közepén. Lényegében egy fenyődeszkára erősített hangszedőről volt szó, amit egy üreges gitártestbe integrált. 1946-ban megmutatta az eredményt a Gibson cégnek, de ők nem voltak vevők az ötletre, és inkább az ES-150-es üreges testű sorozatra koncentráltak.
A 40-es évek végén aztán a Gibson – látván a Fender sikereit a tömör testű elektromos gitárok piacán – végül megfontolta Les Paul ötletét, és elektromos hangszedőt épített akusztikus gitárjaira. Az első ilyen sorozatban készülő modell a Gibson ES-350 volt, mely 1947-ben került forgalomba. A hangszedő alkalmazására azért volt szükség, mert a korabeli hangszerek hangereje már elnyomta a minden erősítés nélküli gitárhangot, nem is beszélve a magas hangokról, amelyek alacsonyabb amplitúdójuk miatt sokkal kevésbé hallhatóak.
Az ES-350-es széria sikereit látva a Gibson 1949-ben piacra dobta az ES-175-öst, mely klasszikus dzsesszgitárrá vált. A kor híres gitárosai mind használták ezt a típust, kezdve Joe Passtól Pat Metheny-ig.